# Heraklova borba s nemejskim lavom
Heraklova borba s nemejskim lavom je ulje na platnu španjolskog baroknog slikara Francisca de Zurbarána. Riječ je o slici koja prikazuje Heraklovu borbu s nemejskim lavom, jednim od dvanaest zadataka koje mu je postavio kralj Euristej. Grčki junak morao ih je obaviti kao uvjet za dolazak na Olimp (a time i besmrtnost) te kako bi skinuo ljagu sa sebe jer je u napadu ludila ubio djecu koju je imao s Megarom.
Nemejski lav imao je neprobojnu kožu koju nijedno ljudsko ili božje oružje nije moglo probiti. Shvativši to, Heraklo je odbacio oružje te se krenuo hrvati s lavom kojeg je naposljetku zadavio. Djelo prikazuje upravo taj završni prizor.
Sam Heraklo bio je de Zurbaránu velika inspiracija tako da je naslikao još dva djela vezana uz život ovog grčkog junaka. Tako postoje ulja na platnu vezana uz Heraklovu borbu s lernejskom Hidrom te njegovu smrt na lomači. Sva tri djela nalaze se u madridskom muzeju Prado.

## Vidjeti također
- Heraklova borba s lernejskom Hidrom
- Heraklova smrt